# Nase Me
Nase Me is een bestuurslaag in het regentschap Bireuen van de provincie Atjeh, Indonesië. Nase Me telt 424 inwoners (volkstelling 2010).